# 미나토정 (나가사키현)
미나토정(湊町)은 나가사키현 미나미타카키군에 있던 정이다. 1924년에 인접[하는 시마바라정 및 시마바라촌과 합병해, 새롭게 성립한 시마바라정의 일부가 되었다.
현재의 시마바라시 동부, 시마바라항의 주변 지역에 해당한다.

## 지리
시마바라 반도의 동부 연안부에 위치한다.

## 역사
막부 말기까지는 시마바라촌 및 시마바라 성하의 각각 일부에 속했다. 메이지 시대 초기에 몇 번의 변천을 거쳐, 1883년에 시마바라정에서 분리해, 미나토정이 되었다.
- 1889년 4월 1일 - 정촌제 시행에 의해 미나미타카키군 미나토정이 성립하였다.
- 1913년 9월 29일 - 당촌역에 시마바라 철도선의 미나토신치역(후지마바라미나토역, 현재의 시마바라후나츠역)이 개업.
- 1924년 4월 1일 - 시마바라정, 미나토정과 합병해 새로운 시마바라정이 성립하여, 시마바라촌은 소멸하였다.

## 교통

### 철도
- 시마바라 철도
  - 시마바라 철도선
- 구치노즈 철도

## 참고문헌
- 角川日本地名大辞典 42 長崎県
- 長崎県南高来郡町村要覧．上編「湊町」 （1893年） 国立国会図書館デジタルコレクション
- 長崎縣告示第百五十號『南高来郡島原町村、湊町合併に関する件 보관됨 2018-02-16 - 웨이백 머신』長崎県公報 大正13年2月26日付